# Outlandish
Outlandish — датская хип-хоп группа. Группа основана в 1997 году. В состав этой группы входят Исам Башири (Isam Bachiri), Вакас Кадри (Waqas Ali Qadri) и Ленни Мартинес (Lenny Martinez).
Стиль трио основан на хип-хопе, но этим стилем далеко не ограничивается. На их пластинке «Bread and Barrels of Water» переплетаются арабская поп-музыка, индийские национальные мелодии и латиноамериканские ритмы. Тексты песен эта группа написала на английском, испанском, урду (языке Пакистана) и арабском.
ISAM BACHIRI: Родился 1-го августа 1977 года в Копенгагене. 
Учится на экономиста, а также изучает свой родной арабский язык.

## Дискография

### Альбомы
- Outland’s Official
- Bread And Barrels Of Water
- Beats, Rhymes & Life
- Closer Than Veins
- Sound Of A Rebel
- Warrior // Worrier

В 2000 году в этот коллектив влилась молодая хип-хоп-команда Outlandish( переводится как «чужеземный» или «необычный»), формально «прописанная» в Дании.
На самом деле, участники коллектива, кроме приютившей их Европы, своей музыкой обязаны многим другим странам и континентам. К примеру, семья Исама Бакири (Isam Bachiri) происходит из Марокко. Предки Ленни Мартинеса (Lenny Martinez) жили в Гондурасе. А родители Вакаса Куадри (Waqas Qadri) приехали в Европу из Пакистана.
Эти трое ребят выросли в районе Брондли Стрэнд, многонациональном пригороде Копенгагена. Они познакомились и подружились ещё детьми, играя вместе в футбол. Повальная молодёжная мода на хип-хоп и брейк-данс не миновала и троих друзей.
В 1997 году Исам, Ленни и Вакас официально объединились в трио, которое назвали Outlandish.
Первые опытные образцы творчества Outlandish, естественно, отталкивались от американских стандартов, откуда пришёл хип-хоп и где родились все основные элементы стиля. 

Они придумывали собственный ритмический рисунок, вводили диковинные звуки, использовали акустические фрагменты из самых разных источников. Первыми в ход пошли образцы музыкальных культур, с которыми они были связаны кровными узами: арабские мелодии, индийские саундтреки, латиноамериканские ритмы. Таким же многоголосием отличались и тексты песен, написанные на английском, испанском, арабском языках и даже на языке урду.
Оригинальный набор источников вдохновения привел к созданию уникального в своем роде стиля, имевшего очень мало общего с типичным хип-хоп-саундом тогдашней Дании. В 1997 году Outlandish дебютировали с синглом «Pacific to Pacific», тематически связанным с акциями «Международной амнистии». Спустя год появился второй сингл «Saturday Night», который вскоре прозвучал в датском фильме «Pizza King».
В 2000 году трио хип-хопперов с окраины Копенгагена готово было дебютировать и заявить о себе во всеуслышание. Первый альбом Outlandish «Outland’s Official» вызвал в Дании настоящий фурор.   Набор незамысловатых тем — любовь, надежды, несправедливость, юношеская самонадеянность — они преподнесли с такой энергией, в такой напряженной, задорно срифмованной форме, что «невозможно было не подтанцовывать и не подпевать им».
Критики расточали комплименты, музиндустрия готовилась увенчать героев лаврами. Outlandish удостоились сразу шести номинаций на премию Danish Music Awards, высшую музыкальную награду страны. На первый раз они были названы только лучшими среди хип-хоп-групп. Врученная участникам команды статуэтка обошла по очереди семьи всех виновников торжества и, в конце концов, осталась в доме Куадри, мама которого нарядила её в юбочку, посчитав, что она — а это была фигурка ангела — непозволительно обнажена.
Песни, представленные на дебютном альбоме «Outland’s Official», отражали скромный жизненный опыт юных датских музыкантов. Приступая ко второму альбому, они нацеливались уже на интернациональный успех. «У нас была масса свободного времени для записи первого альбома, в нашем распоряжении был весь опыт юности и жизни в окружении разных культур. Но теперь нас занимают другие проблемы, нас больше интересуют вопросы родственных связей, семейных отношений, вероисповедания. Поэтому наши новые песни рассказывают о человеколюбии, доверии, ненависти, о культурных традициях, о Боге», — с таким настроем музыканты приступили к работе над вторым альбомом «Bread & Barrels Of Water», который вышел летом 2003 года.
Бакири, Мартинес и Куадри отнюдь не собирались превратиться в агитбригаду, открывающую глаза слушателям на язвы человечества. Их музыка — гораздо больше, чем просто хип-хоп. Это простая по тематике и искренняя по форме смесь диалектов, стилей и настроений, отдаленно напоминающая саунд Les Negres Vertes или Arrested Development. Кросскультурный альбом «Bread & Barrels Of Water» — это испанская мелодия «Walou» и сплавляющая разные жанры песня «Guantanamo», пронизанный фламенко трек «Gritty» и хип-хоп-баллада «Aicha» (кавер на песню француза Халеда). Именно «Aicha» была выбрана для первого промосингла, изданного в конце 2003 года и имевшего однозначный успех в Европе. Вторым синглом вышел трек «Walou». По данным канала MTV, в 2003 году видеоклипы на песни «Aicha» и «Guantanamo» вошли в десятку самых популярных клипов скандинавских артистов. Более того, по итогам года, ролик «Aicha» назван одним из десяти лучших видео, снятых в Европе.
Если с триумфальным выходом на мировую сцену участникам Outlandish придется пока подождать, то с покорением европейского севера у них проблем уже нет. Не только датчане, но и жители других стран Европы признали безусловное лидерство команды.
В октябре 2004 года Outlandish получили первую и, скорее всего, не последнюю премию Nordic Music Award в номинации «лучшая группа». Победа стала для музыкантов полнейшим сюрпризом, ведь лучших из лучших выбирают сами слушатели прямым голосованием.
Вторую половину 2004 года Ленни Мартинес, Вакас Куадри и Исам Бакири провели в студии, готовясь представить третий альбом Outlandish. Пополнение дискографии ожидается в 2005-м.

## Распад
Группа распалась в 2017 году, так как каждый из участников планировал выпускать свои индивидуальные проекты.